# Cyperus fulvus
Cyperus fulvus är en halvgräsart som beskrevs av Robert Brown. Cyperus fulvus ingår i släktet papyrusar, och familjen halvgräs. Inga underarter finns listade i Catalogue of Life.